# Simfonia núm. 34 (Mozart)
La Simfonia núm. 34 en do major, K. 338, és una composició de Wolfgang Amadeus Mozart que va acabar el dia 29 d'agost del 1780.
La simfonia presenta els tocs de trompeta i les floritures característiques d'una "simfonia festiva", d'"simfonia de trompetes" que és característic de les simfonies austríaques escrites en do major. Aquesta és la primera de les simfonies en do major de Mozart que presenta aquest caràcter, però l'estil podria ser inclòs en les seves dues obres posteriors en aquesta tonalitat (les simfonies núm. 36 i núm. 41).

## Estructura
Encara que la major part de les simfonies presenten quatre moviments, aquesta en té només tres, característica del classicisme primerenc:
1. Allegro vivace, en compàs 4/4.
2. Andante di molto (più tosto Allegretto), en fa major i en compàs 2/4
3. Finale: Allegro vivace, en compàs 6/8.

L'obra està instrumentada per a dos oboès, dos fagots, dues trompes, dues trompetes, timbales i corda.

## Anàlisi musical
I. Allegro vivace. El primer moviment està escrit en forma sonata però també conté moltes característiques i estils formals d'una obertura italiana. No hi ha la repetició de l'exposició. La coda conté una espècie d'obertura en crescendo que no s'inclou en la recapitulació. El desenvolupament es basa íntegrament en material nou. La recapitulació del primer tema de l'exposició és abreujada i interrompuda per un breu desenvolupament d'aquest tema. Finalment, la coda del moviment conté gairebé tot aquest primer tema que dona l'aparença d'una recapitulació inversa, característica comuna de les obertures italianes.
II. Andante di molto (più tosto Allegretto). El segon moviment en fa major està escrit per a cordes sotto voce amb violes dividides i un únic contrabaix doblant als violoncels i al baix. Alfred Einstein va anticipar una teoria al catàleg Köchel (3a edició); per a ell, el Minuetto K. 409, fou escrit per Mozart de manera posterior a aquesta obra. Això no obstant, no hi ha proves o fonts que donin suport a aquesta afirmació. A més, el Minuetto K. 409 incorpora dues flautes en la seva orquestració que no apareixen a la resta de la simfonia.
III. Finale: Allegro vivace. El finale està en forma sonata i presenta ritmes enèrgics de tarantel·la o saltarel·lo.